# Iraonogeba (Mandrehe Barat)
Iraonogeba is een bestuurslaag in het regentschap Nias Barat van de provincie Noord-Sumatra, Indonesië. Iraonogeba telt 573 inwoners (volkstelling 2010).